# Oksazini
Oksazini su heterociklički spojevi koji sadrže jedan kisikov i jedan dušikov atom u dvostruko nezasićenom šesteročlanom prstenu. Izomeri postoje ovisno o relativnom položaju atoma i relativnom položaju dvostrukih kemijskih veza. Derivati se nazivaju isto oksazini; primjeri uključuju ifosfamid i morfolin (tetrahidro-1,4-oksazin). Tržišno dostupan dihidro-1,3-oksazin je reagens u Meyersovoj sintezi aldehida. Fluorescentna bojila poput nilske crvene i nilsko plave temelje se na aromatskom benzofenoksazinu. Cinabarin i cinabarska kiselina dva su prirodna dioksazina koja se dobivaju biorazgradnjom triptofana.

## Dioksazini
Dioksazini su pentaciklički spojevi koji se sastoje od dva pojedinačna oksazina. Tržišno važan primjer je pigment ljubičasti pigment 23.

## Benzoksazini
Benzoksazini nastaju kemijskom reakcijom fenola, formaldehida i primarnih amina koji se zagrijavanjem na oko 200 ° C polimeriziraju da bi stvorili polibenzoksazinske mreže. Rezultirajući kompoziti termootporne polimerne matrice visoke molekulske mase koriste se tamo gdje su potrebna poboljšana mehanička svojstva, otpornost na plamen i vatru u usporedbi s epoksidnim i fenolnim smolama.

## Slike
- Mofolin.
- Fenoksazin.
- Ljubičasti pigment 23.

## Oksazinska bojila
Oksazinska bojila sadrže kao kromofor fenoksazonijsku grupu često kondenziranu s aromatskim sistemima. Stabilizacija rezonantnih kinonoidnih oblika, u kojima se ta bojila kao soli s jakim kiselinama nalaze, povećava se prisutnošću auksokromnih skupina (—N < i —OH) u m-položaju prema kisiku, odnosno u p-položaju prema dušiku. Važnost ima danas još samo mala grupa dioksazinskih bojila, u kojima su dva oksazinska sistema kondenzirana. To su briljantna, vrlo postojana bojila za direktno bojenje pamuka i vune. Primjer za njih je Siriuslichtblau FF2GL, C.I. 51300, koji se priprema kondenzacijom p-aminodifenilamin-o-sulfonske kiseline s tetraklor-p-benzokinonom (kloranilom) u vodenoj otopini uz magnezijev oksid i zatim ciklizacijom tako dobivenog intermedijarnog produkta s pomoću oleuma.

### Slike
|                                                                         |                                                                                            |                                             |
| Nilsko plava u vodi; s lijeva na desno: pH 0, pH 4, pH 7, pH 10, pH 14. | Nilsko crvena pod vidljivom i ultraljubičastom (366 nm) svjetlošću u različitim otapalima. | Bacillus subtilis obojan s nilskom crvenom. |

## Poveznice
- Nilsko crvena
- Nilsko plava
- Resazurin